# Dorette Corbey

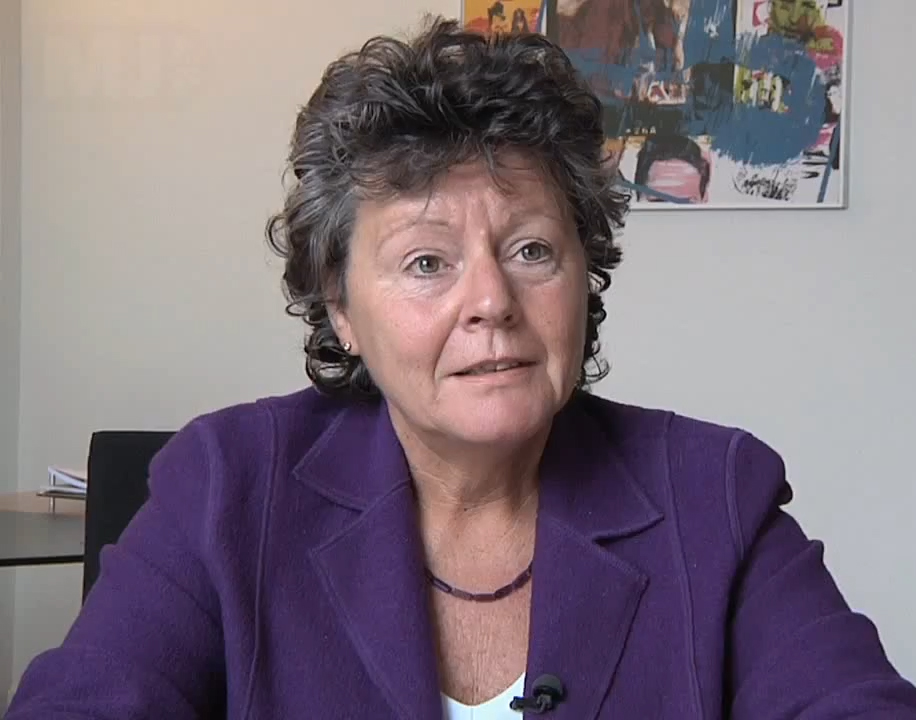
Dorette Corbey (2012)

Dorothea Jeanette Maria Corbey, genannt Dorette Corbey (* 19. Juli 1957 in Eindhoven) ist eine niederländische Politikerin der sozialdemokratischen Partei Partij van de Arbeid. Sie ist für diese Partei seit dem Jahr 1999 Abgeordnete im Europaparlament in der Fraktion der Sozialdemokratischen Partei Europas.
Corbey absolvierte von 1975 bis 1979 eine Ausbildung zur Krankenpflegerin, in diesem Beruf arbeitete sie ungefähr ein Jahrzehnt. 1981 bis 1987 studierte sie an der Universität von Amsterdam Geografie und Internationale Politik. Ab 1988 war sie für vier Jahre als Forscherin für das Niederländische Institut für Internationale Beziehungen Clingendael tätig. 1993 schloss sie auch ihre Promotion in den Rechtswissenschaften an der Reichsuniversität von Leiden über den europäischen Integrationsprozess ab. Von 1991 bis 1994 war sie Gastdozent an dem Königlichen Institut für Marine in Den Helder. In ihrer Tätigkeit als Krankenpflegerin näherte sich der Gewerkschaft an, bei der sie dann einen Arbeitsplatz fand, und war als leitende Angestellte der Federatie Nederlandse Vakbeweging (FNV) beschäftigt. Ihr Engagement im gewerkschaftlichen Bereich dauerte bis zu ihrem Einzug ins Europaparlament im Jahr 1999 an.